# LOVE★GUN
Love ★ Gun es un sencillo en CD de la cantante y seiyū japonesa Aya Hirano. Fue lanzado el 10 de octubre de 2007 y producido por Lantis. Este es el cuarto maxisencillo de Aya Hirano y el primer lanzamiento de su campaña de sacar un sencillo durante 3 meses consecutivos.

## Lista de canciones
1. "Love ★ Gun" -3:52
2. "Glitter" -3:44
3. "Love ★ Gun" (Off Vocal) -3:52
4. "Glitter" (Off Vocal) -3:42